# Iside (figlia di Amenofi III)
Iside (Tebe, 1380/1370 a.C. circa – ...) è stata una regina egizia della XVIII dinastia, sposa del proprio padre, il faraone Amenofi III (regno: 1388 - 1350/49 a.C.).

## Famiglia

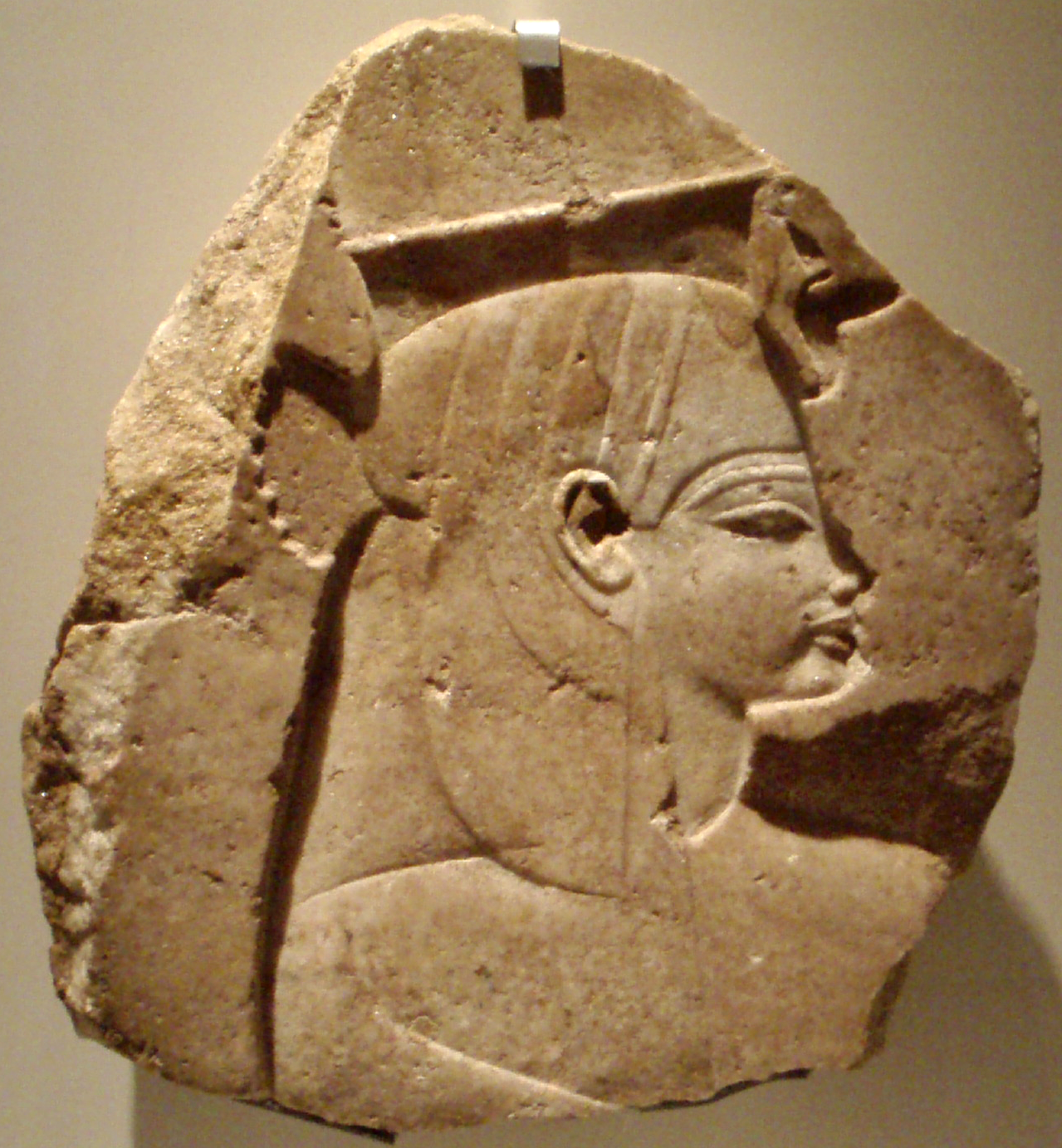
Frammento di rilievo di Tiy, madre di Iside. Ägyptisches Museum und Papyrussammlung, Berlino.

Iside era una delle figlie del faraone Amenofi III, della XVIII dinastia, e della Grande sposa reale Tiy. Era quindi sorella di Akhenaton, oltre che del principe ereditario Thutmose, premorto al padre. Fu forse la secondogenita della coppia reale, nata dopo la principessa Sitamon, che pure andò in sposa al proprio padre con il titolo eccelso di "Grande sposa reale" (è molto probabile che, spesso, tali legami tra padre e figlia all'interno della famiglia reale avessero fini meramente cerimoniali, senza necessariamente tradursi in relazioni sessuali).
La principessa divenne moglie del padre Amenofi III, e quindi regina, nel 34º anno di regno di quest'ultimo (ca. 1354 a.C.), quando il re celebrò il suo secondo giubileo sed.
Compare nel Tempio di Soleb, insieme ai genitori e alla sorella Henuttaneb, e su una lastra di corniola conservata al Metropolitan Museum of Art di New York insieme a Henuttaneb, di fronte ai genitori. Una scatola rinvenuta a Gurob e un paio di tubetti per il trucco probabilmente appartennero a lei. Scompare dalle fonti dopo la morte del padre-marito Amenofi III.